# Oectoperodes rufitinctalis
Oectoperodes rufitinctalis är en fjärilsart som beskrevs av Émile Louis Ragonot 1891. Oectoperodes rufitinctalis ingår i släktet Oectoperodes och familjen mott. Inga underarter finns listade i Catalogue of Life.